# Östlig rävekorre
Östlig rävekorre (Sciurus niger) är en gnagare i familjen ekorrar (Sciuridae) som förekommer i Nordamerika.

## Underarter
Catalogue of Life listar 10 underarter:
- Sciurus (Sciurus) niger niger Linnaeus, 1758
- Sciurus (Sciurus) niger avicennia A. H. Howell, 1919
- Sciurus (Sciurus) niger bachmani Lowery and Davis, 1942
- Sciurus (Sciurus) niger cinereus Linnaeus, 1758
- Sciurus (Sciurus) niger limitis Baird, 1855
- Sciurus (Sciurus) niger ludovicianus Custis, 1806
- Sciurus (Sciurus) niger rufiventer É. Geoffroy Saint-Hilaire, 1803
- Sciurus (Sciurus) niger shermani Moore, 1956
- Sciurus (Sciurus) niger subauratus Bachman, 1839
- Sciurus (Sciurus) niger vulpinus Gmelin, 1788

## Beskrivning
En ekorre med rundade öron och med stor, yvig svans. Östlig rävekorre är den största nordamerikanska arten i sitt släkte. Hela kroppslängden för vuxna individer varierar mellan 45 och 70 cm inklusive den 20 till 33 cm långa svansen. Vikten ligger mellan 500 och 1 360 gram. Pälsfärgen är mycket variabel. I den nordvästra delen av utbredningsområdet är den gråspräcklig med orange till brunaktig ton på ovansidan, vanligen rödbrun på buken, även om vitaktig eller gråbrun undersida också förekommer. I den sydöstra delen av utbredningsområdet är ovansidan mera rent grå- till gråsvartspräcklig, med vita partier kring nos, öron och fötter. I den centrala delen är ovansidan silvergrå, eventuellt med ett brunaktigt inslag på höfter, fötter och huvud, ljusgrå svans samt vanligen vit till ljusgrå undersida; ibland kan denna dock vara kanelbrun. Melanism (mer eller mindre helsvarta individer) är vanlig, speciellt i söder. Albinism (vita, opigmenterade individer) är däremot sällsynt.
Antalet spenar är vanligen åtta (fyra på bröstet, två på buken och två i ljmskarna). Tio stycken har dock rapporterats. Hos honan blir de (vanligen permanent) svarta i samband med första dräktigheten.

## Utbredning
Östlig rävekorre lever i östra delen av Nordamerika. Utbredningsområdet sträcker sig från södra Kanada till nordöstra Mexiko.

## Ekologi
Individerna är aktiva på dagen och lever ensamma utom under parningstiden. De lever antingen i trädens håligheter eller i självbyggda bon av löv, placerade i grenklykor och liknande. Sommarbona är enkla konstruktioner som bara varar några veckor, medan vinterbona är stabilare strukturer.

### Föda och predation
Arten är främst växtätare. En stor del av födan utgörs hela året av trädfrön. Tidigt på året äter den gärna knoppar och litet senare blommor. Under vår till försommar utgör dessutom frukter en betydande del av födan, och senare nötter när dessa mognat. Den tar även örter, gräs och svamp. Animalisk föda, som insekter, fågelägg och döda fiskar kan också tas. Ofta gömmer arten ett förråd av frön eller nötter under jorden som sedan ofta (i upptill 67 % av fallen) glöms bort. På så sätt hjälper de till vid växternas förökning.
Själv utgör arten föda för bland annat ormar, ugglor, hökar, vråkar, svartråtta, långsvansad vessla, varg, prärievarg, rödräv, gråräv, rödlo, tvättbjörn, hundar och katter.

### Fortplantning
Östlig rävekorre är promiskuös, båda könen kan ha flera sexualpartner. Hanarna kämpar emellertid inbördes om rätten att först få para sig med en viss hona.
Arten har vanligen två parningstider per år, en i november till februari med en topp i december och den andra i april till juli (juni). Efter dräktigheten som varar i 44 till 45 dagar föder honan genomsnittligt två till tre ungar, även om så många som sju har rapporterats. Antalet varierar beroende på tillgång till föda. Ungarna föds blinda, döva och nakna, och väger vid födelsen omkring 15 gram. De tas helt om hand av honan. Ungarna börjar höra efter cirka 3 veckor, öppnar ögonen efter cirka 7, och dias till mellan 10 och 12 veckors ålder. Ungdjuren är självständiga efter 12 till 16 veckor och lämnar boet vid denna tid. De blir könsmogna vid tidigast 8 månaders ålder, men reproducerar vanligen först vid betydligt högre ålder, vanligen när de är omkring 15 månader gamla.
Den beräknade livslängden i naturen är för honor 12,6 år och för hannar 8,3 år. De flesta individerna dör emellertid innan de blivit vuxna. I fångenskap kan de bli upp till 18 år gamla.

### Hot
Östlig rävekorre anses inte hotad som art, IUCN listar den som livskraftig (LC, "least concern"), men i de östra delarna av USA minskar populationen på grund av habitatförlust. Även den mexikanska populationen betraktas som utsatt. Tvärtom ökar arten i mellanvästra USA. Många underarter minskar däremot på grund av jakttryck.